# 東京スキャンダルクラブ
『東京スキャンダルクラブ』（とうきょうスキャンダルクラブ、英: tokyo-scandal-club）は、FANZA TVにて独占配信されているインターネットバラエティ番組である。

## 概要
みなみかわをMCに起用した、町で噂されるエロい話は真実かどうかを、セクシー女優とともに検証するバラエティー番組。テレビ番組ではないことを最大限に生かし、最低限の放送倫理は守りながらも、2024年の放送コードでは収まりきらない（原則表示規制音、テロップの伏字は廃している）数々の噂を実地検証していく。
FANZA TVオリジナル番組であるが、DMM TVの会員でも18歳以上であれば試聴が可能になっている。
2025年2月26日から2025年3月19日の期間「来春！ひめまつりキャンペーン」を実施。
配信開始以降、月2回の更新で全48回が放送されてきたが、2025年3月12日の更新を最後に更新が途絶え、さらに4月には存在していた番組のXアカウントが削除されるなど、最新の配信回で告知は無かったものの番組が終了した事が暗に示唆されている。

## 出演者

### メインMC
- みなみかわ

## 配信リスト
| 配信回 | 初回配信日     | ゲスト                                                                                     | おもな内容、備考 |
| ------ | -------------- | ------------------------------------------------------------------------------------------ | --- |
| #1     | 2024年 3月20日 | ぱーてぃーちゃん 松崎克俊                                                                  | セクシー女優に全く興奮しない童貞がいるらしい…!? 検証班：うんぱい、架乃ゆら、miru、桃園怜奈、山岸あや花                                    |
| #2     | 3月27日        | 酒井健太（アルコ＆ピース） 前田みき（トータルビューティーアドバイザー）                    | 勝負下着がただエロいだけの時代は終わったらしい…!? 検証班：うんぱい、架乃ゆら、miru、桃園怜奈、山岸あや花                                  |
| #3     | 3月5日         | 酒井健太（アルコ＆ピース） 呂布カルマ                                                      | 乳輪の広い女性は●●も広いらしい…!? 検証班：うんぱい、架乃ゆら、miru、桃園怜奈、山岸あや花                                                  |
| #4     | 4月10日        | ぱーてぃーちゃん ピクピクン、chin（ともに漫画家）                                          | AV好きほどエロ漫画を読むべき時代に来ている…!? 検証班：うんぱい、架乃ゆら、miru、桃園怜奈、山岸あや花                                      |
| #5     | 4月17日        | ニシダ（ラランド） 高橋怜奈（医師）                                                        | 令和の時代性感帯の進化がハンパないらしい…!? 検証班：葵いぶき、楓ふうあ、七ツ森りり、古川ほのか                                            |
| #6     | 4月24日        | ニシダ（ラランド） ハイサイみやぎ                                                          | 行為中に●●したい衝動が抑えられない男がいるらしい…!? 検証班：葵いぶき、楓ふうあ、七ツ森りり、古川ほのか                                    |
| #7     | 5月1日         | きつね                                                                                     | コンドームはレディーファーストの時代らしい…!? 検証班：葵いぶき、楓ふうあ、七ツ森りり、古川ほのか                                          |
| #8     | 5月8日         | きつね                                                                                     | 最近のラブホテルにはセックス以上の感動があるらしい…!? 検証班：葵いぶき、楓ふうあ、七ツ森りり、古川ほのか                                  |
| #9     | 5月15日        | 栗谷（カカロニ）                                                                           | 今夜アイツの性癖が丸裸になるらしい……!? オレのAV カカロニ栗谷 編 検証班：石原希望、伊藤舞雪、宍戸里帆、村上悠華                            |
| #10    | 5月22日        | ニシダ（ラランド） 大津広次（きつね）                                                      | 今、前戯はパーティーゲームになっているらしい……!? 検証班：石原希望、伊藤舞雪、宍戸里帆、村上悠華                                           |
| #11    | 6月5日         | カカロニ                                                                                   | SEXで大切なことはすべてセクシー女優が教えてくれるらしい……!? 検証班：石原希望、伊藤舞雪、宍戸里帆、村上悠華                                |
| #12    | 6月12日        | きしたかの                                                                                 | 今夜アイツの性癖が丸裸になるらしい……!? オレのAV オレのAV きしたかの編 検証班：石原希望、伊藤舞雪、宍戸里帆、村上悠華                      |
| #13    | 6月19日        | お見送り芸人しんいち                                                                       | SEXで大切なことはすべてセクシー女優が教えてくれるらしい……!?第2弾・未歩なな流ワンナイト成功術 検証班：小野六花、松本いちか、未歩なな、miru |
| #14    | 6月26日        | お見送り芸人しんいち ハイサイみやぎ                                                        | 最新オナホはSEXよりも気持ちいい……!? 検証班：小野六花、松本いちか、未歩なな、miru                                                          |
| #15    | 7月3日         | 横川尚隆                                                                                   | 今夜アイツの性癖が丸裸になるらしい……!? オレのAV 横川尚隆編 検証班：小野六花、松本いちか、未歩なな、miru                                   |
| #16    | 7月10日        | 井上（マリオネットブラザーズ）                                                             | 想像を超える特殊性癖の持ち主がいるらしい…!? 検証班：小野六花、松本いちか、未歩なな、miru                                                  |
| #17    | 7月24日        | Yes!アキト 高橋怜奈                                                                        | 第1回 女性だらけの自慰サミット 検証班：葵いぶき、古川ほのか、三浜唯、桃園怜奈                                                             |
| #18    | 7月31日        | きつね                                                                                     | 今夜アイツの性癖が丸裸になるらしい…！？ オレのAV きつね編 検証班：葵いぶき、古川ほのか、三浜唯、桃園怜奈                                  |
| #19    | 8月7日         | きつね                                                                                     | どんなエッチな事もセクシー女優の4人に1人は経験済みらしい……!? 検証班：葵いぶき、古川ほのか、三浜唯、桃園怜奈                               |
| #20    | 8月14日        | Yes!アキト                                                                                 | SEXで大切なことはすべてセクシー女優が教えてくれるらしい……!? 検証班：葵いぶき、古川ほのか、三浜唯、桃園怜奈                                |
| #21    | 8月21日        | 春とヒコーキ                                                                               | アダルトグッズはレディーファーストの時代らしい……!? 検証班：石原希望、竹内有紀、八木奈々、楪カレン                                         |
| #22    | 8月28日        | ほしのディスコ                                                                             | 男は気づいてないがあらゆる瞬間で女性は濡れまくっているらしい…！？ 検証班：石原希望、竹内有紀、八木奈々、楪カレン                          |
| #23    | 9月4日         | ほしのディスコ 九月                                                                        | この世界にはまだまだ特殊性癖を持つ性の怪人がいるらしい…！？ 検証班：石原希望、竹内有紀、八木奈々、楪カレン                                |
| #24    | 9月11日        | 春とヒコーキ                                                                               | 今夜アイツの性癖が丸裸になるらしい……!? オレのAV 春とヒコーキ編 検証班：石原希望、竹内有紀、八木奈々、楪カレン                             |
| #25    | 9月18日        | トム・ブラウン                                                                             | 今夜アイツの性癖が丸裸になるらしい……!? オレのAV トム・ブラウン編 検証班：伊藤舞雪、さくらわかな、佐々木さき、未歩なな                     |
| #26    | 9月25日        | お見送り芸人しんいち はな（ぷぅ）                                                          | 性に貪欲すぎる女がセクシー女優を質問攻めにしたいらしい…！？ 検証班：伊藤舞雪、さくらわかな、佐々木さき、未歩なな                          |
| #27    | 10月2日        | お見送り芸人しんいち                                                                       | 世の女性の他人には言えない性の本音は過激らしい……!? 秘密のアンケート調査2024秋 検証班：伊藤舞雪、さくらわかな、佐々木さき、未歩なな        |
| #28    | 10月9日        | トム・ブラウン                                                                             | 令和に残したい昭和エロレガシーがあるらしい……!? 検証班：伊藤舞雪、さくらわかな、佐々木さき、未歩なな                                       |
| #29    | 10月23日       | こいでまほ 横川尚隆                                                                        | 夜な夜なAIとSEXしてる女芸人がいるらしい…!? 検証班：葵いぶき、小野六花、川越にこ、宮下玲奈                                                 |
| #30    | 10月30日       | わらふぢなるお                                                                             | アダルトグッズの実演販売がめちゃくちゃうまい販売士がいるらしい……!? 検証班：葵いぶき、小野六花、川越にこ、宮下玲奈                         |
| #31    | 11月7日        | わらふぢなるお 元神賢太（医師） 井上大生（マリオネットブラザーズ） ハイサイみやぎ 松崎克俊 | 第1回チンコサミット 検証班：葵いぶき、小野六花、川越にこ、宮下玲奈                                                                        |
| #32    | 11月13日       | ニッキューナナ                                                                             | セクシー女優が主役のエロ漫画が爆誕するらしい……!? 検証班：葵いぶき、小野六花、川越にこ、宮下玲奈                                           |
| #33    | 11月20日       | ラブレターズ 元神賢太（医師）                                                              | 第1回自慰サミット 検証班：うんぱい、竹内有紀、古川ほのか、miru                                                                            |
| #34    | 11月27日       | ちゃんぴおんず                                                                             | SEXで大切なことはすべてセクシー女優が教えてくれるらしい……!? 検証班：うんぱい、竹内有紀、古川ほのか、miru                                  |
| #35    | 12月4日        | ちゃんぴおんず                                                                             | これさえ見れば、セクシー女優をイカセられるらしい……!? 私の取り扱い説明書 検証班：うんぱい、竹内有紀、古川ほのか、miru                      |
| #36    | 12月11日       | ラブレターズ                                                                               | 今夜、チンコアンケートの新境地が開かれるらしい……!? 検証班：うんぱい、竹内有紀、古川ほのか、miru                                           |
| #37    | 12月18日       | きしたかの                                                                                 | AVを100倍エロく見る方法があるらしい……!? ワタシ史上最高のSEX 検証班：石原希望、川越にこ、塔乃花鈴、未歩なな                                |
| #38    | 12月25日       | きしたかの                                                                                 | 性なる夜のXmasパーティー 検証班：石原希望、川越にこ、塔乃花鈴、未歩なな                                                                   |
| #39    | 2025年 1月8日  | きしたかの 脇田尚揮（占い師）                                                              | 2025年No.1エロラッキーな人が決まるらしい……!? 検証班：石原希望、川越にこ、塔乃花鈴、未歩なな                                               |
| #40    | 1月15日        | きしたかの                                                                                 | ちんこ百物語 検証班：石原希望、川越にこ、塔乃花鈴、未歩なな                                                                               |
| #41    | 1月22日        | ウエストランド                                                                             | 今夜 見事エロでシンクロしたらちょっと遅めのお年玉がもらえるらしい…!? 検証班：伊藤舞雪、長浜みつり、八木奈々                               |
| #42    | 1月29日        | アレン様                                                                                   | 今嘘のような壮絶エロ人生を送るアノ方が降臨するらしい……!? 検証班：伊藤舞雪、長浜みつり、八木奈々                                           |
| #43    | 2月5日         | ウエストランド                                                                             | セクシー女優のスマホの中はHな写真だらけ……らしい!? 検証班：伊藤舞雪、長浜みつり、八木奈々                                                  |
| #44    | 2月12日        | カカロニ                                                                                   | 男を惑わす○○な女の正体が明らかになるらしい……!? 検証班：伊藤舞雪、長浜みつり、八木奈々                                                     |
| #45    | 2月19日        | きつね                                                                                     | 今夜、マ◯コアンケートの新境地が開かれるらしい……!? 検証班：葵いぶき、小野六花、古川ほのか、松本いちか                                      |
| #46    | 2月26日        | きつね                                                                                     | えちえち！ 冬の大運動会 検証班：葵いぶき、小野六花、古川ほのか、松本いちか                                                                |
| #47    | 3月5日         | お見送り芸人しんいち ハイサイみやぎ                                                        | セクシー女優は死ぬまでにしたいHなことが5つあるらしい……!? 検証班：葵いぶき、小野六花、古川ほのか、松本いちか                               |
| #48    | 3月12日        | お見送り芸人しんいち                                                                       | AVを100倍エロく見る方法があるらしい……!? ワタシ史上最高のSEX 検証班：葵いぶき、小野六花、古川ほのか、松本いちか                            |

## 主なコーナー

### 世界一エッチなクイズ
ゲスト出演した1名の女優から、出演した作品にまつわるクイズが設問される。回答役はみなみかわ。答え合わせの後はみどころとFANZAでの販売がアナウンスされる事実上のコマーシャルコーナー。

## スタッフ
- ナレーション：大野恵里佳
- 構成：田中淳也、鎌倉ひろし、藤澤朋幸、ヒロエトオル
- 技術：山田コウイチ
- 美術：中村光耶
- CGデザイン：松下剛士
- メイク：杉本佳織、大橋茉冬
- スタイリスト：市川理恵
- 編集：岡虎之介
- MA：窪井皓之介
- エグゼクティブコンテンツプロデューサー：長岡賢二、南坊泰司
- 制作進行：八木秀之
- AD：藤井永希、池田日南
- AP：岡本望
- ディレクター：松本博樹、マーティン、馬場良仁、伊藤史、沼田佳仁、田中大和
- 演出：岡宗秀吾
- プロデューサー：森鷹平、大隈一郎、石川剛
- 制作協力：Paskip
- 制作著作：FANZA（デジタルコマース）